# Drapeau de la République socialiste soviétique kazakhe

Le drapeau de la RSS du Kazakhstan

Le drapeau de la RSS kazakhe a été adopté par la République socialiste soviétique kazakhe, le 24 janvier 1953.
Avant cela, le drapeau était rouge avec le marteau et la faucille d'or dans le coin supérieur gauche, avec les caractères cyrilliques Казак ССР (Kazak SSR) et Казахская ССР (Kazakhskaïa SSR) en or à la droite de la faucille et du marteau.
Entre 1937 et l'adoption du drapeau ci-contre dans les années 1940, le drapeau est rouge avec un marteau et la faucille d'or dans le coin supérieur gauche, avec les caractères latins RSS QAZAQ et les caractères cyrilliques « КАЗАХСКАЯ ССР (KAZAKHSKAÏA SSR) » en or sans empattement sous la faucille et le marteau.

Drapeau de la RSS du Kazakhstan de 1937 à 1940
Drapeau de la RSS du Kazakhstan de 1940 à 1953